# Jarek Niewierowicz
Jarek Niewierowicz (ur. 4 kwietnia 1976 w Wilnie) – litewski ekonomista, dyplomata i polityk narodowości polskiej. W latach 2006–2008 wiceminister spraw zagranicznych. Od 2012 do 2014 minister energetyki.

## Życiorys
Absolwent Gimnazjum im. Władysława Syrokomli w Wilnie. W 2001 ukończył studia z zakresu międzynarodowych stosunków gospodarczych i politycznych w Szkole Głównej Handlowej w Warszawie. W latach 1999–2001 był kierownikiem projektu w banku Citibank (Poland). Po powrocie na Litwę rozpoczął pracę w litewskiej dyplomacji jako asystent ministra. W latach 2001–2004 pracował w ambasadzie Litwy w Waszyngtonie, a od 2004 w Ministerstwie Spraw Zagranicznych: najpierw jako specjalista w Departamencie Polityki Bezpieczeństwa i koordynator ds. organizacji nieformalnego spotkania ministrów spraw zagranicznych NATO w Wilnie, a następnie jako II sekretarz w wydziale Wspólnej Polityki Bezpieczeństwa i Obrony UE.
Od czerwca 2006 zajmował stanowisko wiceministra spraw zagranicznych. 21 listopada 2008 został powołany na prezesa spółki LitPolLink, mającej na celu stworzenie mostu elektroenergetycznego łączącego Litwę i Polskę. 13 grudnia 2012 z rekomendacji Akcji Wyborczej Polaków na Litwie rozpoczął urzędowanie jako minister energetyki w rządzie Algirdasa Butkevičiusa. Był pierwszym Polakiem sprawującym w litewskim gabinecie urząd ministra. 19 sierpnia 2014 prezydent Dalia Grybauskaitė podpisała dekret odwołujący Jarosława Niewierowicza z zajmowanej funkcji z dniem 25 sierpnia 2014.
Po odejściu ze stanowiska ministra założył prywatną firmę doradczą. W marcu 2015 został prezesem Polsko-Litewskiej Izby Handlowej. W 2019 objął funkcję głównego doradcy prezydenta Litwy Gitanasa Nausėdy i kierownika Grupy Środowiska i Infrastruktury w Kancelarii Prezydenta RL.
W 2023 został odznaczony Krzyżem Komandorskim z Gwiazdą Orderu Zasługi Rzeczypospolitej Polskiej. W tym samym roku zmienił zapis swojego imienia i nazwiska z formy Jaroslav Neverovič na Jarek Niewierowicz.